# Percy Fawcett
Percy Fawcett   (Torquay i Regne Unit, 18 d'agost de 1867 - Mato Grosso, p. 1925) Percival Harrison Fawcett, va ser un tinent coronel, arqueòleg i explorador anglès. Fawcett juntament amb el seu fill Jack i l'amic d'aquest, Raleigh Rimell, va desaparèixer en circumstàncies desconegudes en 1925 durant una expedició per a trobar «Z», nom que li va donar a una antiga ciutat perduda que creia ser El Dorado, a la selva inexplorada del Brasil.

## Biografia

### Família i formació
Fawcett va néixer el 18 d'agost de 1867 en la localitat de Torquay del comtat de Devon, Anglaterra fill d'Edward B. i Myra Fawcett. Va rebre la seva educació en el Newton Abbot Proprietary College. El seu pare, nascut en la l'Índia, era membre de la Royal Geographical Society, i d'ell va heretar Percy el seu interès per l'aventura i les exploracions. El seu germà major Edward Douglas Fawcett (1866-1960) era alpinista, ocultista oriental i escriptor de novel·las populars d'aventures.
En 1886 va rebre un destí en l'Artilleria Real i va servir en Trincomalee, Ceylán on a més va conèixer a la seva esposa. Més tard va treballar per al servei secret britànic a Àfrica del Nord i va aprendre tècniques de topografia. També va ser amic dels escriptors Henry Rider Haggard i Arthur Conan Doyle; aquest usaria més tard els seus informes com a font d'inspiració per a la seva famosa novel·la El món perdut.

### Primeres expedicions
La primera expedició de Fawcett a Sud-amèrica va ser en 1906, quan a l'edat de 39 anys va viatjar al Brasil per a cartografiar una àrea de la selva en la frontera entre el Brasil i Bolívia, (pampes del riu Heath), per encàrrec de la Royal Geographical Society, que havia estat comissionada per a cartografiar la regió en qualitat d'àrbitre imparcial en una disputa fronterera. Va arribar a La Paz el juny. En la seva expedició de 1907, Fawcett va afirmar haver vist i disparat a una anaconda gegantesca de 19 metres de llarg, per la qual cosa va ser extensament ridiculitzat per la comunitat científica. Va descriure altres animals misteriosos, desconeguts per a la zoologia, com un petit gos d'aparença felina gairebé de la grandària d'un foxhound anglès, que va afirmar haver vist dues vegades, o l'aranya gegant Apasanca, que es deia que havia picat a diversos habitants del lloc.
Fawcett va realitzar set expedicions entre 1906 i 1924. Es portava bé amb els vilatans, sobretot gràcies als regals que distribuïa i a la seva paciència i comportament amable. En 1908, va rastrejar la font del riu Guaporé i en 1910 va fer un viatge al riu Heath, a la frontera de el Perú i Bolívia, per a trobar el seu origen. Després de la seva expedició de 1913, suposadament va afirmar haver vist gossos amb nassos dobles. Aquests podien haver estat gossos andins de dos nassos. Fawcett va formular les seves teories sobre la «ciutat perduda de Z» al Brasil a l'inici de la Primera Guerra Mundial. En aquells dies, va tornar a Gran Bretanya per al servei actiu, es va oferir com a voluntari pel front a Flandes i va encapçalar una brigada d'artilleria, malgrat tenir gairebé cinquanta anys d'edat. Després de la guerra, va tornar al Brasil per a estudiar la fauna local i l'arqueologia.

### Recerca d'una civilització prehistòrica

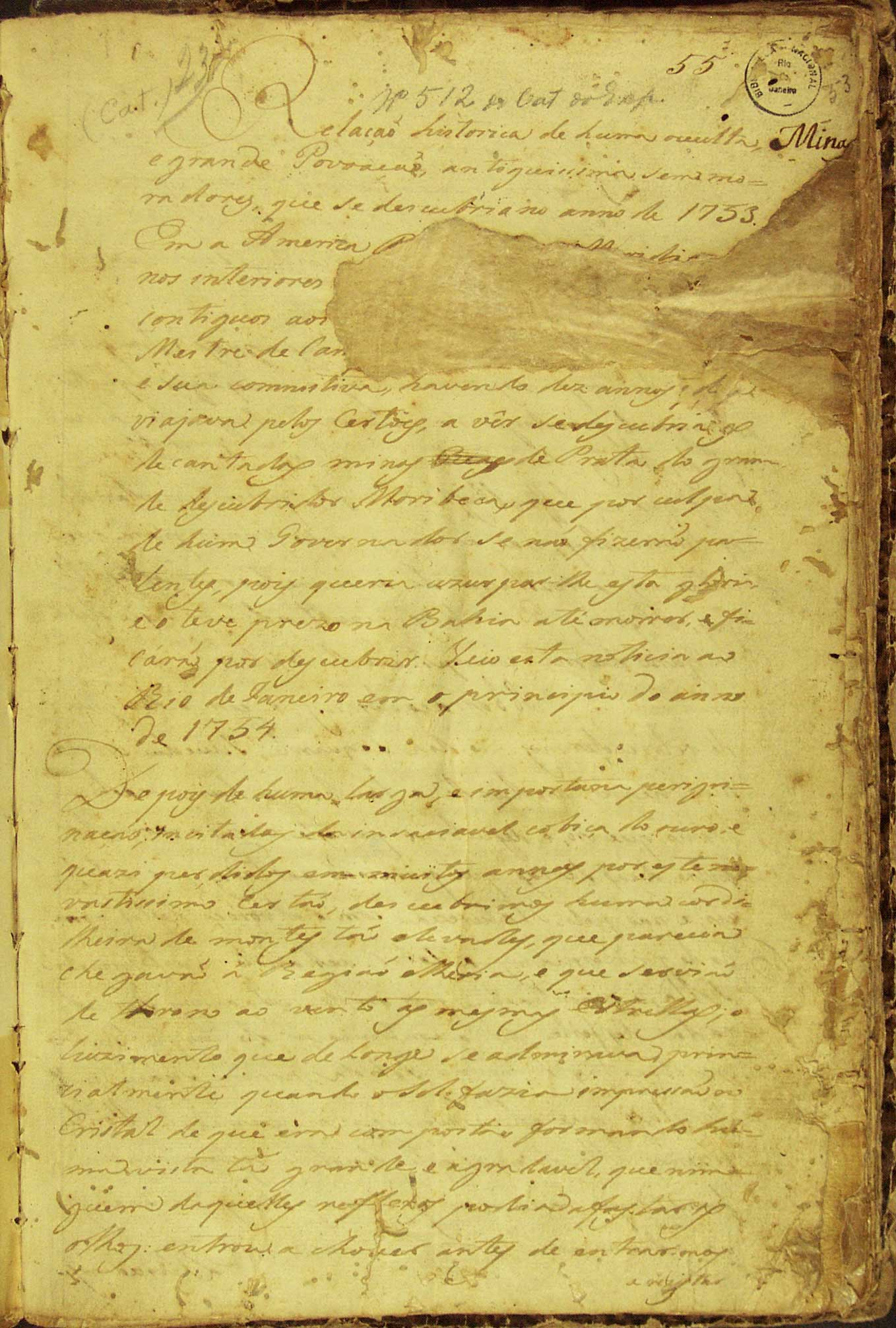
Primera Primera pàgina del manuscrit 512.

Fawcett havia estudiat antigues llegendes i arxius històrics, convencent-se que una ciutat perduda va existir en algun lloc de la regió de Mato Grosso, una ciutat, a la qual va posar el nom de «Z». Segons el propi Fawcett, la seva principal font escrita era un document portuguès del segle xviii, deixat per un grup de caçadors de fortuna que van caminar durant deu anys per regions interiors del Brasil, descobrint finalment una antiga ciutat en ruïnes, la ciutat perduda del Manuscrit 512. Per a Fawcett, aquella ciutat, o ciutat de Raposo, com preferia cridar-la, era una de les diverses ciutats perdudes del Brasil, romanents d'una vella civilització, l'Atlàntida, el poble de la qual havia degenerat, però encara conservava vestigis d'un passat oblidat, en mòmies, pergamins i làmines de metall cisellades.
Un altre testimoniatge de l'existència d'aquella civilització prehistòrica el representava per Fawcett una estranya estatueta de basalt negre, de 25 cm d'alt, l'origen del qual no es va poder identificar clarament. Fawcett la va obtenir de la seu amic H. Rider Haggard i la portava amb si en la seva última expedició. Després de recórrer a l'ajuda d'un psicometrista, segons relata Fawcett, va esbrinar que l'estatueta era d'origen atlante.
En 1921 Fawcett va emprendre una expedició per Bahia, guiant-se tant pel Manuscrit 512 com pel testimoniatge d'un altre viatger britànic, el coronel O´Sullivan Beare, excónsul en Rio de Janeiro, qui afirmava haver visitat una ciutat perduda semblant a la del Manuscrit 512, a pocs dies de camí de la ciutat de Salvador de Bahía.
Segons esmenta Fawcett en el seu llibre, després de recórrer la regió del riu Gongogi va aconseguir reunir nous testimoniatges de l'existència de ciutats perdudes.

### Expedició final
En 1925, amb el suport d'un grup financer basat en Londres, denominat The Glove ("El Guant"), Fawcett va tornar al Brasil amb el seu fill major Jack per a realitzar una expedició amb el propòsit de descobrir aquelles ciutats perdudes. Abans de partir, Fawcett va deixar instruccions declarant que si ell i els seus companys no tornaven, no havia d'enviar-se cap expedició de rescat en la seva cerca, o en cas contrari els rescatadors sofririen el seu mateix destí.

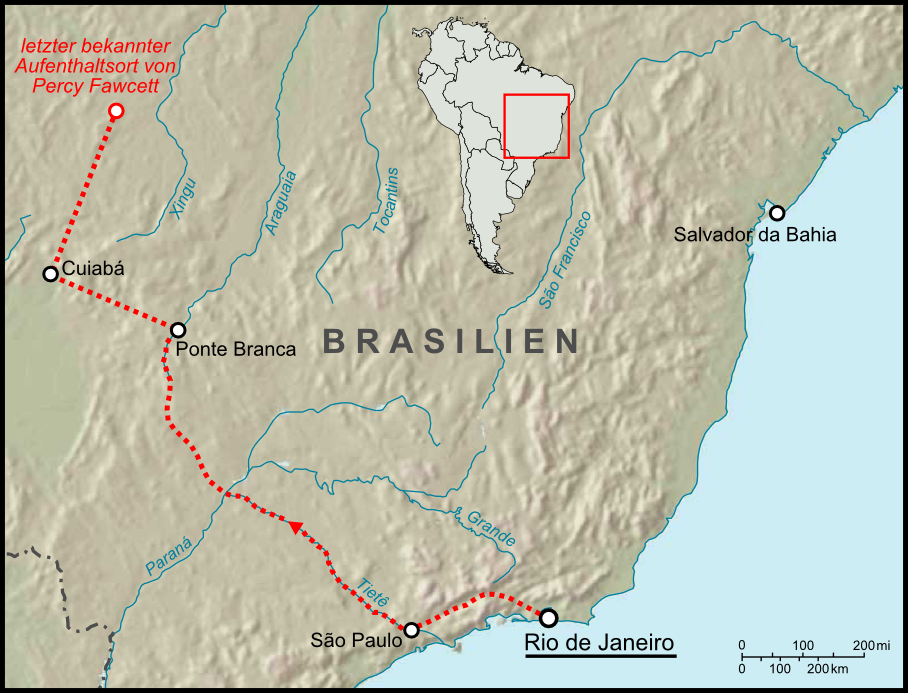
Recorregut del darrer viatge de Fawcett

Sent un home amb anys d'experiència, Fawcett viatjava amb tots els pertrets acuradament triats, com aliments enllaunats, llet en pols, armes, pistoles de bengales i, per descomptat, un sextant i un cronòmetre per a determinar la latitud i la longitud. També va triar personalment als seus companys per a aquesta expedició, tots dos triats per la seva salut física, habilitat i lleialtat l'un a l'altre: el seu fill gran Jack Fawcett i l'amic de molts anys de Jack, Raleigh Rimell. Fawcett va triar només a dos companys, de manera que podrien viatjar més lleugerament i passar més desapercebuts per les tribus de la selva, algunes de les quals eren hostils als exploradors. En aquells dies, moltes tribus encara no havien entrat en contacte amb els blancs.
El 20 d'abril de 1925, la seva última expedició va partir de Cuiabá. A més dels seus dos companys britànics, Fawcett viatjava amb dos traginers brasilers i el grup portava amb si dos cavalls, vuit mules i dos gossos. L'últim missatge de l'expedició data del 29 de maig de 1925; es tracta d'una carta de l'explorador a la seva esposa en la qual l'informava que estava llest per a entrar en territori inexplorat acompanyat únicament de Jack i Raleigh Rimmell; la missiva va ser enviada amb ajuda d'un missatger indígena. Es va informar que estaven creuant el Alt Xingú, un afluent sud-oriental del riu Amazones. L'última carta, escrita en Dead Horse Camp, indicava la seva ubicació i tenia un to optimista. Des de llavors res més es va saber d'ells.
Molts van suposar que els indígenes locals els havien matat, ja que en aquells dies diverses tribus habitaven en la rodalia: els kalapalos, que van ser els últims a veure'ls, o els arumás, suyás, o xavantes, en el territori dels quals estaven penetrant. Tots dos joves ja estaven malalts i caminaven amb dificultat quan van ser vists per última vegada, però no hi ha cap prova que fossin assassinats. És probable que morissin de causes naturals en la selva brasilera.
En 1927 una placa d'identificació amb el nom de Fawcett va ser trobada en una tribu indígena. Al juny de 1933 una brúixola de teodolit pertanyent a Fawcett va ser trobada prop del territori dels indis baciary del Mato Grosso pel coronel Aniceto Botelho. Com es va poder esbrinar posteriorment, la placa amb el nom de Fawcett era de l'època de la seva expedició de 1921 i el més probable és que el coronel l'hagués ofert com a regal al cap de la tribu; en el cas de la brúixola, també es va poder provar que havia estat deixada abans que Fawcett s'hagués endinsat en la selva en el seu viatge final.

## Expedicions posteriors, explicacions i teories

### Rumors i informes no verificats
Durant les dècades següents, diversos grups van efectuar expedicions de rescat sense resultats. El que van aconseguir recopilar solament van ser diversos rumors que no podien ser verificats. A més de relats segons els quals Fawcett havia estat mort per indis o animals salvatges, existia una història segons la qual Fawcett hi havia perdut la memòria i va passar la resta de la seva vida com a cap d'una tribu de caníbals.
Tot i que un conte fictici calculava que 100 aspirants a morir en diverses expedicions intentaven descobrir el destí de Fawcett en realitat només en va morir un: un home que s'aventurava sol. Una de les primeres expedicions estava dirigida per l'explorador estatunidenc George Miller Dyott en 1927, qui va afirmar haver trobat proves de la mort de Fawcett a les mans dels indis aloique, però la veracitat de la seva història va ser aviat posada en dubte. Una expedició de 1951 va desenterrar ossos humans que més tard van resultar no tenir relació amb Fawcett o els seus companys. Els indis de la tribu kalapalo van capturar a l'expedició de 1996, però els van alliberar uns dies més tard quan els expedicionaris els havien deixat tot el seu equip.

### Història de Villas-Bôas
L'explorador danès Arne Falk-Rønne va viatjar al Mato Grosso en la dècada de 1960. En un llibre de 1991 va escriure que va saber el destí de Fawcett de boca de Orlando Villas-Bôas, qui l'havia sentit d'un dels assassins de Fawcett. Segons sembla, el coronel i els seus companys van tenir un accident en el riu i van perdre la major part dels regals que havien portat per a les tribus indígenes. Seguir el camí sense regals resultava ser una violació del protocol local. Ja que els membres de l'expedició llavors estaven tots més o menys seriosament malalts, la tribu kalapalo que van trobar va decidir matar-los. Els cadàvers de Jack Fawcett i Raleigh Rimell van ser llançats al riu; el coronel Fawcett, considerat un ancià i, per tant, distingit, va rebre un enterrament apropiat. Falk-Rønne va visitar la tribu kalapalo i va relatar que un dels seus membres havia confirmat la història de Viles-Bôas sobre com i per què Fawcett havia estat assassinat.

### Els ossos de Fawcett?

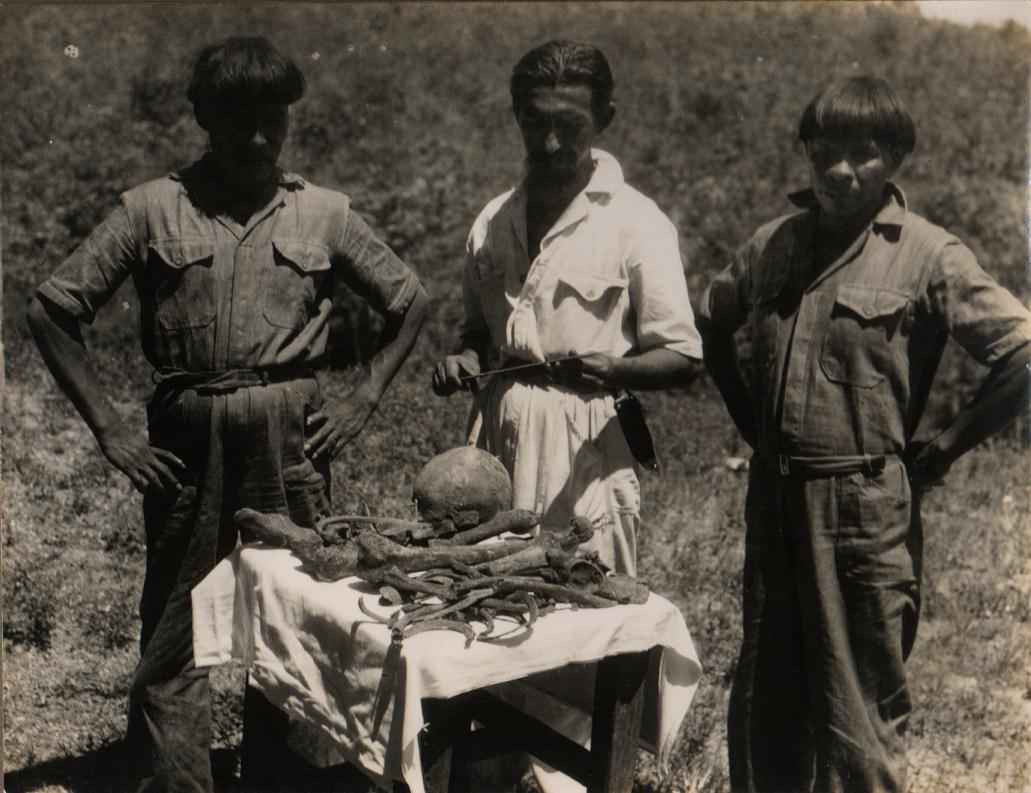
Orlando Villas-Bôas amb els suposats ossos de Fawcett

En 1951 Orlando Villas-Bôas suposadament va rebre els ossos restants de l'esquelet de Fawcett i els va fer analitzar científicament. Segons s'afirma, l'anàlisi va confirmar que els ossos pertanyien a Fawcett. No obstant això, Brian Fawcett (1906-1984), fill menor del coronel, va refusar acceptar-los. Viles-Bôas va afirmar que Brian va estar massa interessat a obtenir diners de la venda de llibres sobre la desaparició del seu pare. L'anàlisi científica posterior va confirmar que els ossos no eren de Fawcett.
En 1998 l'explorador anglès Benedict Allen va intentar dirigir-se als indis kalapalo, els que, segons Villas-Bôas, havien admès que van matar als tres membres de l'expedició Fawcett. Un ancià dels kalapalo, Vajuvi, va afirmar durant una entrevista amb Allen filmada per la BBC que els ossos trobats per Villas-Bôas aproximadament 45 anys abans no eren realment de Fawcett. Vajuvi també va negar que la seva tribu hagués tingut cap participació en la desaparició de Fawcett. No existeix cap prova contundent que secundi l'una o l'altra declaració.

### Documental rus
En 2003 una pel·lícula documental russa, "Проклятье золота инков / Экспедиция Перси Фоссета в Амазонку" (a maledicció de l'or dels inques / Expedició de Percy Fawcett a l'Amazones), va ser realitzada com a part de la sèrie de TV "Тайны века" (Misteris del segle). Entre altres coses, la pel·lícula es concentra en l'expedició de Oleg Aliyev al lloc suposadament aproximat a l'últim parador de Fawcett, així com en les conclusions, impressions i presumpcions de Aliyev sobre el destí del coronel desaparegut.

### Comuna a la selva
El 21 de març de 2004 el periòdic britànic The Observer va relatar que el director de televisió Misha Williams, que havia estudiat els documents personals de Fawcett, creia que Fawcett no havia tingut la intenció de tornar a Gran Bretanya, sinó que més aviat havia desitjat fundar a la selva una comuna basada en principis teosòfics i l'adoració del seu fill Jack. Williams va plantejar la seva recerca amb alguns detalls en el prefaci a la seva obra teatral AmaZonia, estrenada per primera vegada a l'abril de 2004.

### Anell segell de Fawcett
El 1979 es va trobar l'anell de segell de Fawcett en una casa d'empenyorament. Una nova teoria és que Fawcett i els seus companys van ser assassinats pels bandits i els seus cossos llençats al riu mentre espoliaven llurs pertinences.

### La ciutat perduda de Z
En 2005 David Grann, reporter titular de la revista The New Yorker, va visitar la tribu kalapalo i va descobrir que aquesta havia transmès una història oral sobre Fawcett, un dels primers blancs que la tribu havia vist. La història oral deia que Fawcett i el seu grup s'havien quedat al seu poble i després havien marxat en direcció cap a l'est. Els kalapalos van advertir a Fawcett i els seus companys que no prenguessin aquest camí, perquè serien morts pels «indis feroços» que ocupaven aquell territori. No obstant això, Fawcett va insistir a anar. Els kalapalos van observar el fum de la fogata de l'expedició cada tarda durant cinc dies abans que desaparegués. Els kalapalos van dir que estaven segurs que els indis feroços els que l'havien matat. L'article també relata que una civilització monumental anomenada Kuhikugu realment podia haver existit prop d'on Fawcett buscava, com va ser descobert recentment per l'arqueòleg Michael Heckenberger i altres. Les troballes de Grann estan detallats al seu llibre The Lost City of Z (2009).

## Obres
- Fawcett, Percy i Brian Fawcett (1953), Exploration Fawcett, Phoenix Press (reimpressió del 2001), ISBN 1-84212-468-4
- Fawcett, Percy i Brian Fawcett (1953), Lost Trails, Lost Cities, Funk & Wagnalls ASIN B0007DNCV4
- Fawcett, Brian (1958), Ruins in the Sky, Hutchinson of London.

## Inspiracions fictícies
- Fawcett va ser el tema d'un episodi de la sèrie Digging for the Truth.
- Arthur Conan Doyle es va basar parcialment en Fawcett per crear al personatge del Professor Challenger, i les històries de la "ciutat perduda de Z" van ser la base per a la seva novel·la El món perdut".[20]
- Un crític contemporani de la novel·la de Evelyn Waugh Un grapat de pols va suggerir que Waugh podia haver derivat parcialment la trama a partir de la desaparició de Fawcett.[21] Un crític contemporani de la novel·la de Evelyn Waugh Un grapat de pols va suggerir que Waugh podia haver derivat parcialment la trama a partir de la desaparició de Fawcett.[21] L'heroi de la novel·la desapareix en la selva brasilera i hi és mantingut captiu.
- Fawcett ha estat proposat com una possible inspiració per Indiana Jones, l'arqueòleg/aventurer fictici.[22][23] Una versió fictícia de Fawcett ajuda a Jones en la novel·la Indiana Jones i els set vels.[24]
- Fawcett va ser el prototip de Percy Foster, explorador fictici de la novel·la russa La tomba de Tame-Tung. En aquesta, Foster i el seu fill s'obsessionen amb les riqueses dels indígenes i són assassinats pel seu excompañero Raleigh Rimer (basat en Raleigh Rimmel) per a evitar el saqueig.
- Segons un article en Comics Scene #45, Fawcett va ser la inspiració de Kent Allard, un álter ego de L'Ombra.[13]
- El llibre de David Grann The Lost City of Z va ser triat per la productora fílmica Plan B de Brad Pitt i l'estudi Paramount Pictures per a realitzar una adaptació cinematogràfica. La pel·lícula va ser estrenada en 2016, amb Charlie Hunnam en el paper de Fawcett i dirigida per James Gray.[25]